# Burpee L. Steeves
Burpee Laban Steeves (* 7. Juli 1868 im Albert County, New Brunswick, Provinz Kanada; † 23. Oktober 1933 in Salem, Oregon) war ein US-amerikanischer Politiker. Zwischen 1905 und 1907 war er Vizegouverneur des Bundesstaates Idaho.

## Werdegang
Im Alter von fünf Jahren kam Burpee Steeves nach Prince Edward Island, wo er später das Prince of Wales College absolvierte. Bis 1888 war er als Lehrer tätig. Nach einem anschließenden Medizinstudium an der Willamette University und seiner 1894 erfolgten Zulassung als Arzt begann er in Silverton in diesem Beruf zu arbeiten. Im Jahr 1897 verlegte er seinen Wohnsitz und seine Arztpraxis nach Idaho. Dort schlug er als Mitglied der Republikanischen Partei auch eine politische Laufbahn ein.
1904 wurde Steeves an der Seite von Frank Gooding zum Vizegouverneur von Idaho gewählt. Dieses Amt bekleidete er zwischen dem 2. Januar 1905 und dem 7. Januar 1907. Dabei war er Stellvertreter des Gouverneurs und Vorsitzender des Staatssenats. Nach seiner Zeit als Vizegouverneur arbeitete Steeves in Salem als Hals-, Nasen- und Ohrenarzt. 1914 wurde er für ein Jahr zum Bürgermeister von Salem gewählt. Anschließend setzte er seine medizinische Laufbahn fort. Im Jahr 1918 wurde er zum Präsidenten der Oregon State Medical Association gewählt. Dieses Amt bekleidete er bis 1920. Er starb am 23. Oktober 1933 in Salem, wo er auch beigesetzt wurde.